# مید-لولز

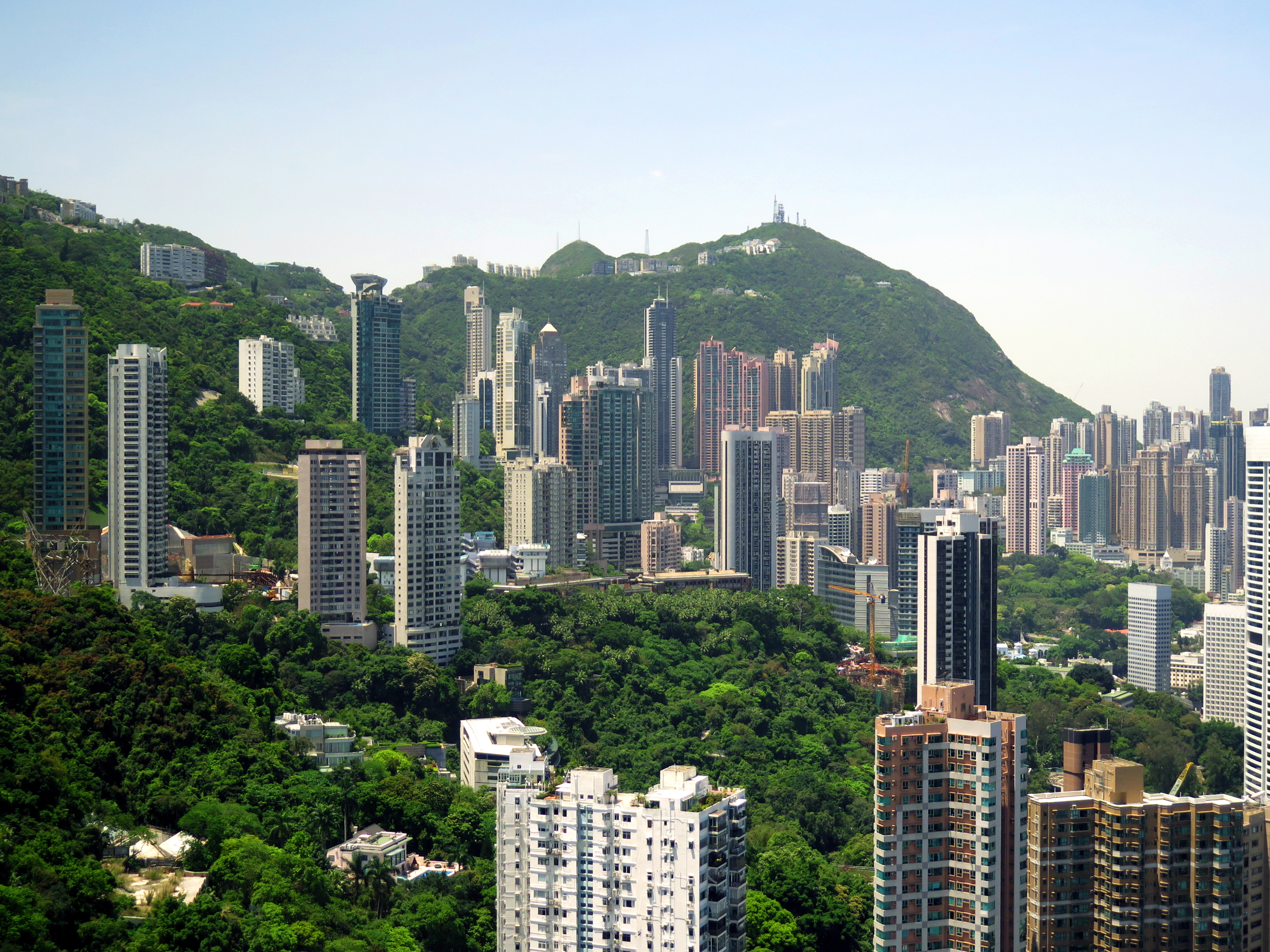
آسمان‌خراش‌های مسکونی، منطقه مید-لِولز را در بر گرفته‌اند.

مید-لِولز (به چینی: 半山區) (به انگلیسی: Mid-Levels) نام منطقه‌ای اعیان‌نشین در منطقه مرکزی و غربی هنگ‌کنگ است. منطقه مید-لِولز در ارتفاعات کوه‌پایه ویکتوریا پیک واقع شده‌است. این منطقه مُشرف به بندر ویکتوریا، پارک هنگ کنگ، باغ جانورشناسی و گیاه‌شناسی هنگ کنگ و دانشگاه هنگ کنگ است.
بسیاری از کالج‌ها و دانشگاه‌های دارای پرستیژ هنگ‌کنگ در منطقهٔ مید-لِولز واقع شده‌اند که از آن‌جمله می‌توان به دانشگاه هنگ کنگ، کالچ کینگ، مدرسه دخترانه اینگ وا، کالج سَنت پاول و کالج سَنت جوزف اشاره کرد. 
در منطقهٔ مید-لِولز همچنین مهم‌ترین معبد بودایی هنگ‌کنگ، کنیسه یهودیان، مسجد جامع و دو کلیسای جامع کاتولیک و پروتستان واقع شده‌اند.
همچنین موزه دکتر سون یات سن، موزه فِلگ‌اِستَف، مرکز هنرهای تجسمی هنگ کنگ و موزه دانشگاه و گالری هنر در منطقهٔ مید-لِولز واقع شده‌اند.

## پله برقی سنترال-مید-لِولز
پله برقی سنترال-مید-لِولز، طولانی‌ترین پله برقی جهان با ۸۰۰ متر طول و ۱۳۵ متر ارتفاع  و ۲۹ ورودی و خروجی است. پله برقی سنترال-مید-لِولز، یک طرفه و رو به طرف بالا است و در خروجی‌ها و ورودی‌ها به خیابان‌های متعدد، مناطق مسکونی و تجاری متصل می‌شود. پله برقی سنترال-مید-لِولز از منطقه ستنرال شروع و به خیابان کاندوئیت، واقع در منطقه مید-لِولز منتهی می‌شود.

## رکورد گران‌ترین آپارتمان آسیا

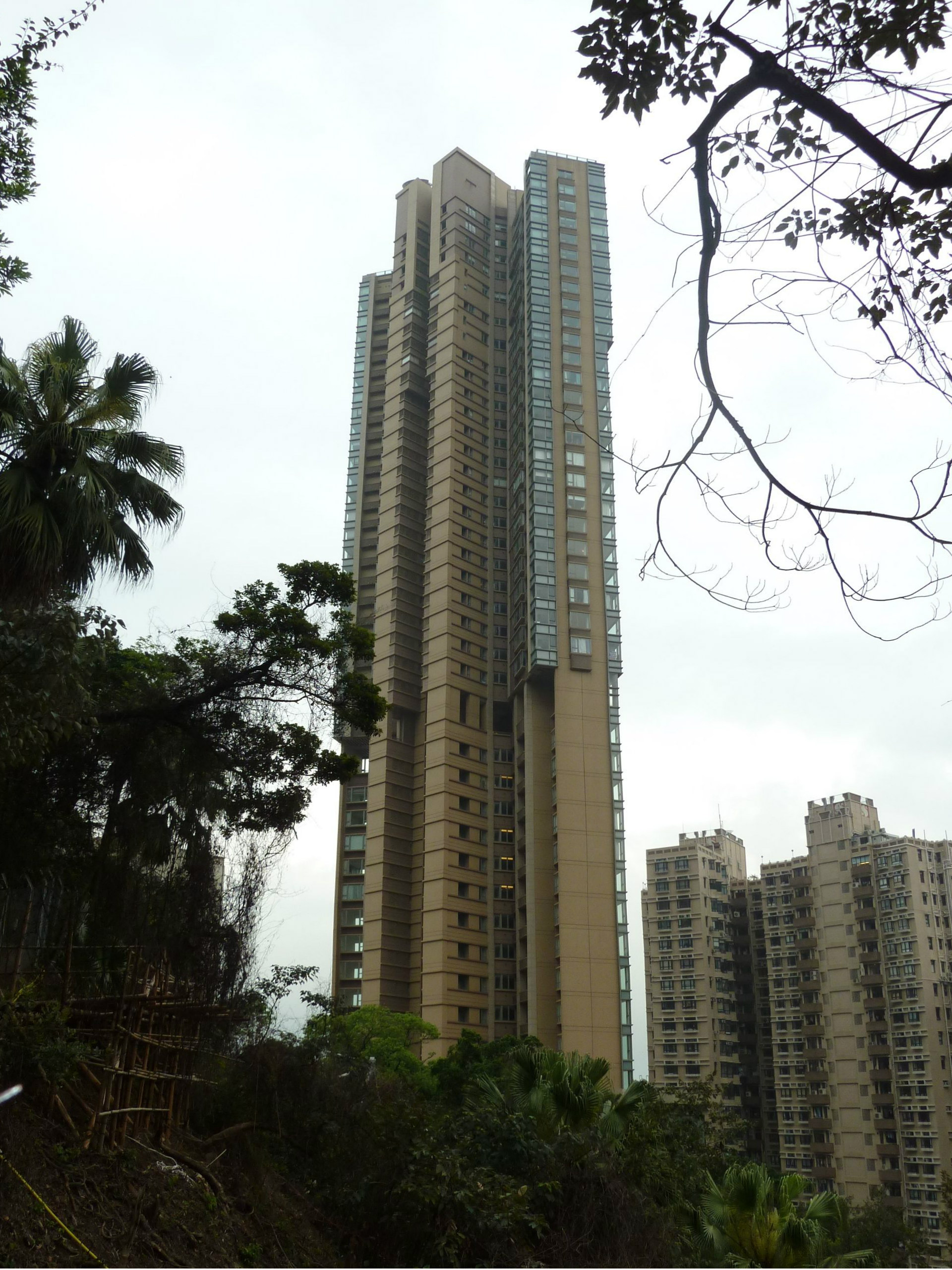
نمایی از برج مسکونی ۳۹ جاده کاندوئیت که توسط شرکت توسعه املاک هندرسون ساخته شده‌است.

در ژانویه ۲۰۱۶، یک واحد آپارتمان دوبلکس ۵۳۲ متری در خیابان کاندوئیت، واقع در منطقه مید-لِولز به قیمت ۷۰ میلیون یورو به فروش رسید.